# Одинецьке
Одине́цьке —  село в Україні, у Близнюківській селищній громаді Лозівського району Харківської області. Населення становить 35 осіб. До 2020 орган місцевого самоврядування — Добровільська сільська рада.

## Географія
Село Одинецьке знаходиться на правому березі річки Опалиха, є міст. На протилежному березі розташоване село Берестове. До села примикає село Яковівка. Поруч знаходиться балка Святська, по якій протікає пересихаючий струмок на якому зроблено загату.

## Історія
- 1858 - дата заснування.
- 12 червня 2020 року, відповідно до Розпорядження Кабінету Міністрів України № 725-р «Про визначення адміністративних центрів та затвердження територій територіальних громад Харківської області», увійшло до складу Близнюківської селищної громади.[1]
- 19 липня 2020 року, в результаті адміністративно-територіальної реформи та ліквідації Близнюківського району, увійшло до складу Лозівського району Харківської області.[2]

## Економіка
- В селі є молочно-товарна ферма.

## Екологія
На відстані 1 км проходить аміакопровід.